# 京成バス江戸川営業所

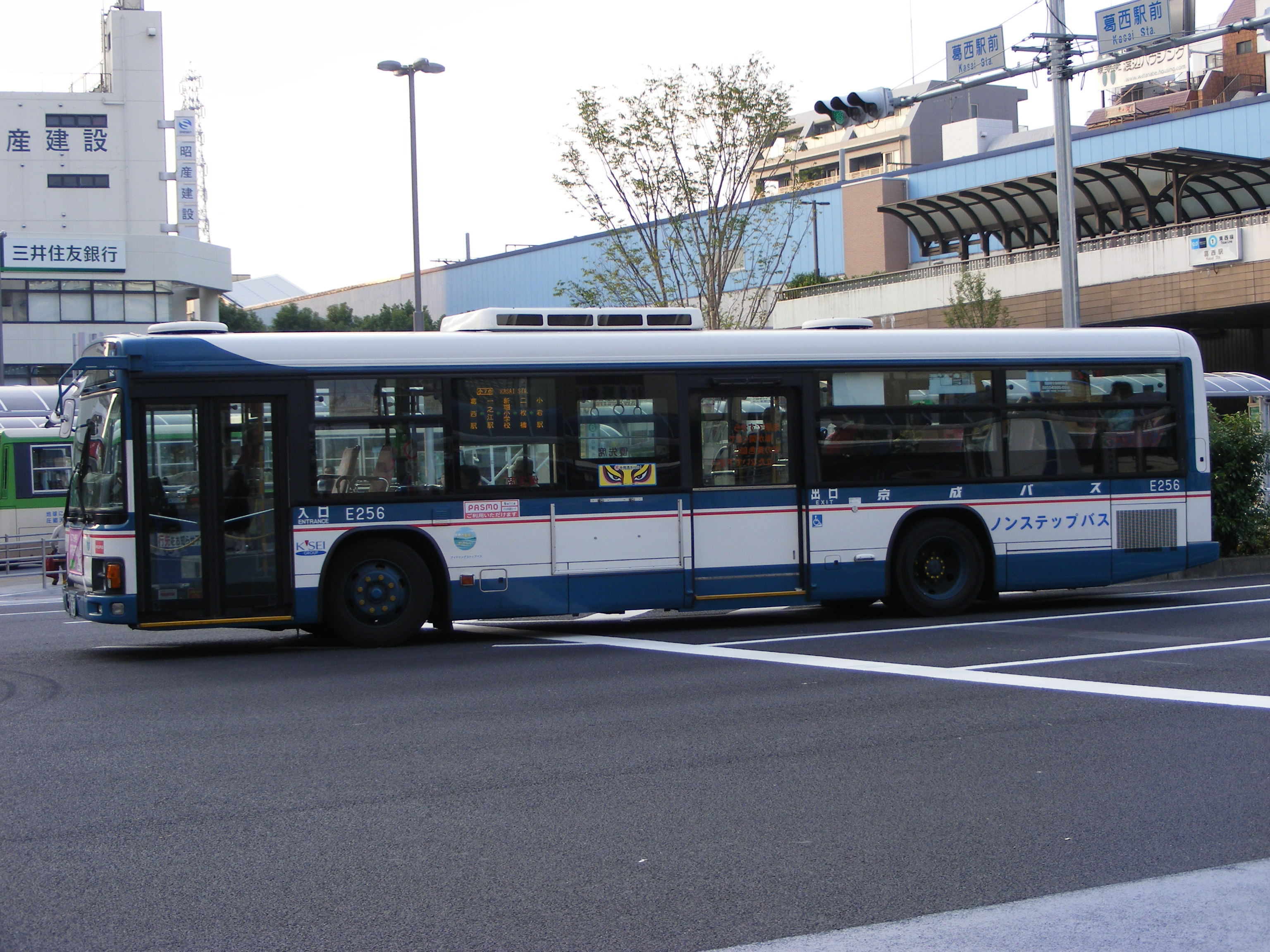
江戸川営業所所属車 (E256)

京成バス江戸川営業所（けいせいバスえどがわえいぎょうしょ）は、東京都江戸川区東篠崎に位置する京成バスの営業所。社内の営業所記号はEを用いる。ナンバーは江戸川（江戸川ナンバー登場以前は足立）である。
営業所の最寄り停留所は「江戸川スポーツランド」で、出入庫便はこの停留所を起終点とする。

## 沿革
従来から京成電鉄奥戸営業所（現・京成バス奥戸営業所）が担当しており、営業範囲が広大なためにいくつかの操車場を有しながら運行を行っていた。その後、都営新宿線が開業して同地域への乗り入れを開始したのをきっかけに、1986年10月1日に江戸川営業所として開設された。
主にJR総武本線より南側の江戸川区東側の路線を担当する。一部路線は今井橋または舞浜大橋を渡って都県境を越え、千葉県市川市および浦安市まで達する。

## 現行路線

### 環七シャトル
- SS07 : 東京ディズニーリゾート（東京ディズニーシー - 東京ディズニーランド） - 葛西臨海公園駅 - 葛西駅 - 古川親水公園 - 一之江駅 - 大杉第二小学校 - 小岩駅
- SS07 : 葛西臨海公園駅 - 葛西駅 - 古川親水公園 - 一之江駅 - 大杉第二小学校 - 小岩駅
- SS07 : 一之江駅 - 大杉第二小学校 - 小岩駅
- SS07 : 葛西臨海公園駅 ← 葛西駅 ← 古川親水公園 ← 一之江駅
- SS07 : 東京ディズニーリゾート（東京ディズニーシー - 東京ディズニーランド） → 葛西臨海公園駅 → 葛西駅 → 古川親水公園 → 一之江駅
- SS08 : 東京ディズニーリゾート（東京ディズニーシー - 東京ディズニーランド） - 葛西臨海公園駅 - 葛西駅 - 古川親水公園 - 一之江駅 - 大杉第二小学校 - 青砥駅東交差点 - 亀有駅
- SS08 : 一之江駅 - 大杉第二小学校 - 青砥駅東交差点 - 亀有駅
- 特急 : 葛西駅 → 東京ディズニーリゾート（東京ディズニーシー - 東京ディズニーランド）
- 特急 : 亀有駅 → 青砥駅東交差点 →上一色中学校 → 大杉第二小学校 → 葛西駅 → 東京ディズニーリゾート（東京ディズニーシー - 東京ディズニーランド）
- 特急 : 東京ディズニーリゾート（東京ディズニーシー - 東京ディズニーランド） → 葛西駅 → 一之江駅
- 特急 :亀有駅 ← 青砥駅東交差点 ←上一色中学校 ← 大杉第二小学校 ← 一之江駅

愛称は「シャトル☆セブン」。東京ディズニーリゾートから舞浜大橋を渡って葛西臨海公園駅に向かい、葛西臨海公園駅からは環七通りをひたすら北上し、葛西駅・一之江駅を経由し小岩駅・亀有駅方面へ急行運転する。
2007年4月1日から1年間の予定で試験運行を開始し、利用者が定着してきたことから2008年も増便の上で試験運行を継続することとなった。この試験結果が良好だったため、2009年から本格運行に移行した。2010年10月からは公共車両優先システム (PTPS) を環七の葛西臨海公園入口 - 鹿本中学校間で導入している。
試験運行期間中から専用ラッピングのいすゞ・エルガノンステップ車を中心に充当してきたが、2010年・2011年に利用者の増加に応じたダイヤ改正（増便）を実施すると同時に、新車として日野・ブルーリボンシティハイブリッドおよびエルガハイブリッドに専用塗装と装飾を施して充当した。2017年には新しいカラーリングのいすゞ・エルガが導入されている。
運賃は、東京ディズニーリゾート - 葛西臨海公園駅間相互発着と都内バス停相互発着の場合は230円、東京ディズニーリゾートから葛西臨海公園駅を越えて乗車する場合は乗車区間により330円または440円。さらに、奥戸運動場 - 亀有駅まで乗車する場合は500円。東京都シルバーパス・都内定期券・都内一日乗車券は、葛西臨海公園駅 - 小岩駅・亀有駅間のみ利用の場合は追加運賃なしで利用でき、東京ディズニーリゾートに跨って利用する場合は葛西臨海公園駅からの運賃230円を支払うことで利用できる。
数少ない都県境かつ江戸川を越える路線である。小岩駅・亀有駅・東京ディズニーシーから一之江駅の区間便も運行される。小岩駅から亀有駅に向かうバスは運行していないため、シャトルセブンのみで小岩から青戸・亀有方面を行き来する際には、大杉第二小学校以南での乗り換えが必要になる。
2018年1月14日からシャトルセブンの派生系統として、新小岩駅 - 東京ディズニーリゾートを結ぶ特急バスが運行開始した。車両は主にいすゞ・エルガハイブリッド(初代)といすゞ・エルガ（一般塗装車ではあるが、内装は2017年から導入されているシャトル☆セブン車と同様）で運用される。車両不足時などは一般大型路線車が代走する。
2020年3月30日より系統番号が変更され、環07系統はSS07系統に、環08系統はSS08系統に改番された。
2020年に発生した新型コロナウイルス感染症による東京ディズニーリゾートの長期休園では、2月29日から6月30日までSS07・08系統は葛西臨海公園駅 - 東京ディズニーリゾート間を休止、特急バスは葛西駅 - 東京ディズニーリゾート間を休止していた。
2020年12月21日に特急バス（新小岩駅東北広場〜葛西駅〜東京ディズニーリゾート）のダイヤ改正が行われ、毎日9往復から3往復に減便された。その後さらに減便となり、2024年4月現在では1日2往復の運行となっていたが、2025年3月1日からは新小岩駅東北広場・東新小岩二丁目発「東京ディズニーリゾートⓇ」行の便は廃止し、亀有駅・一之江駅・葛西駅を起点とする【特急】系統を新設。

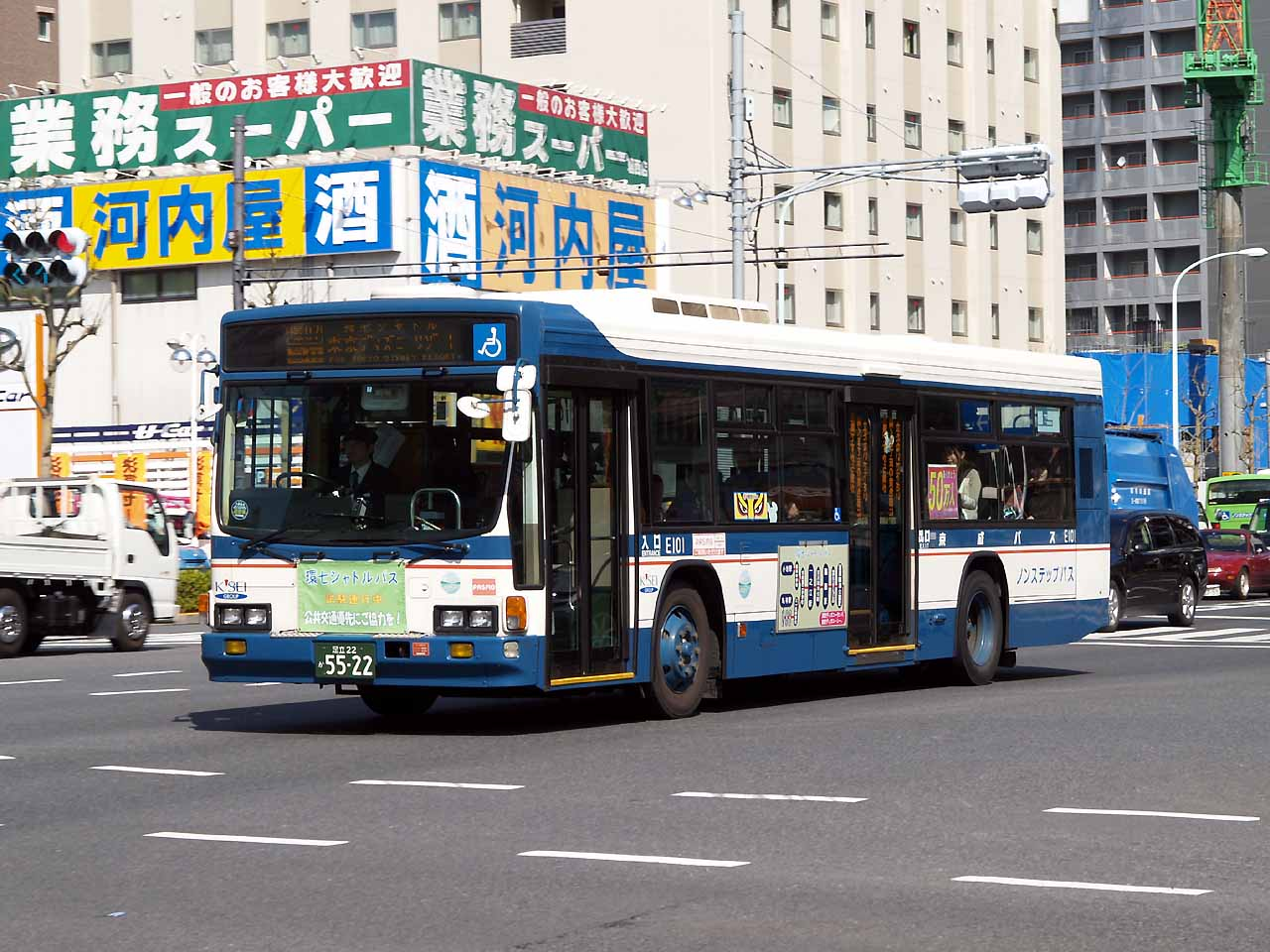
試験運行開始当初 (E101)
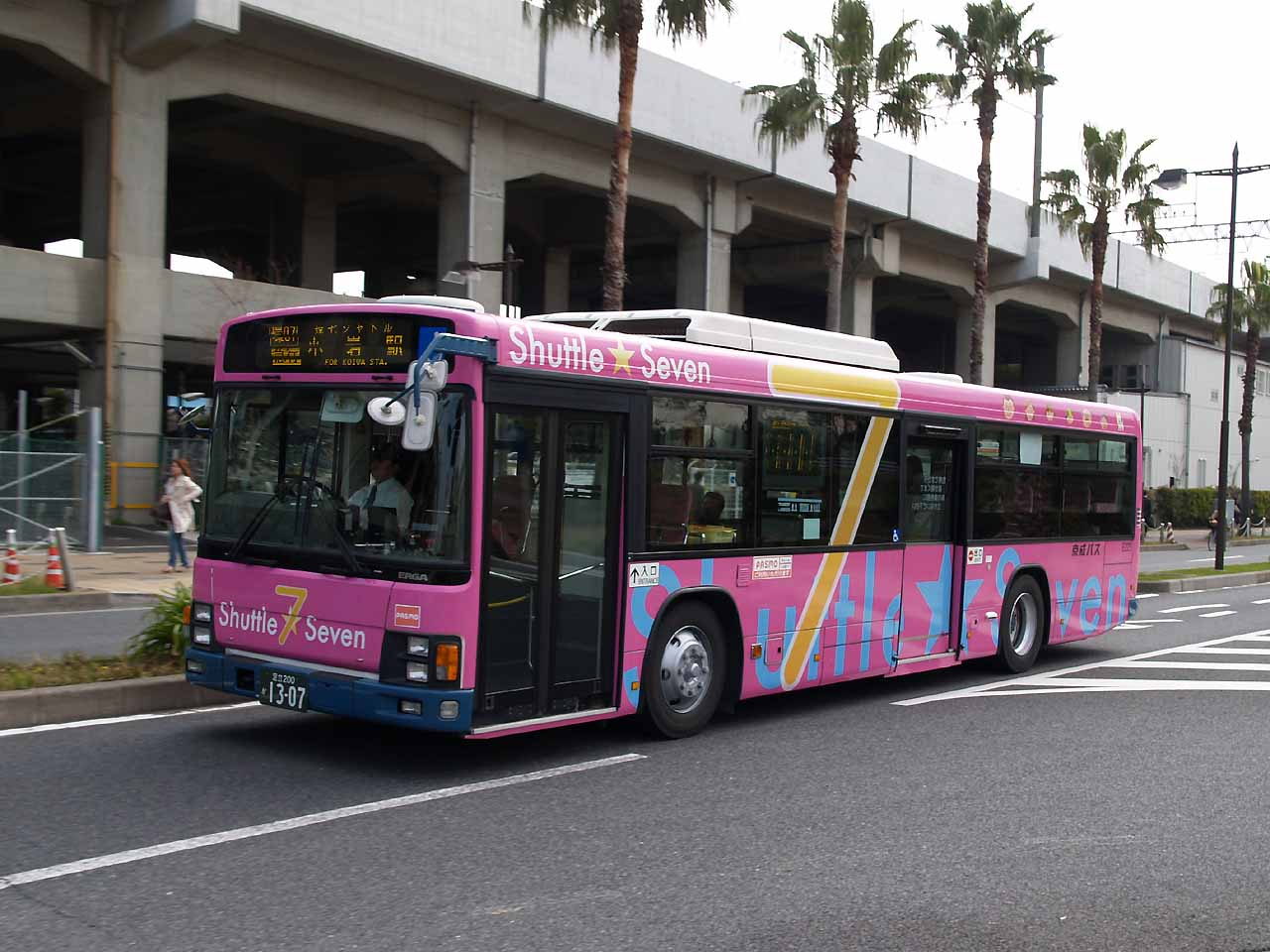
2008年に登場した専用車 (E223)
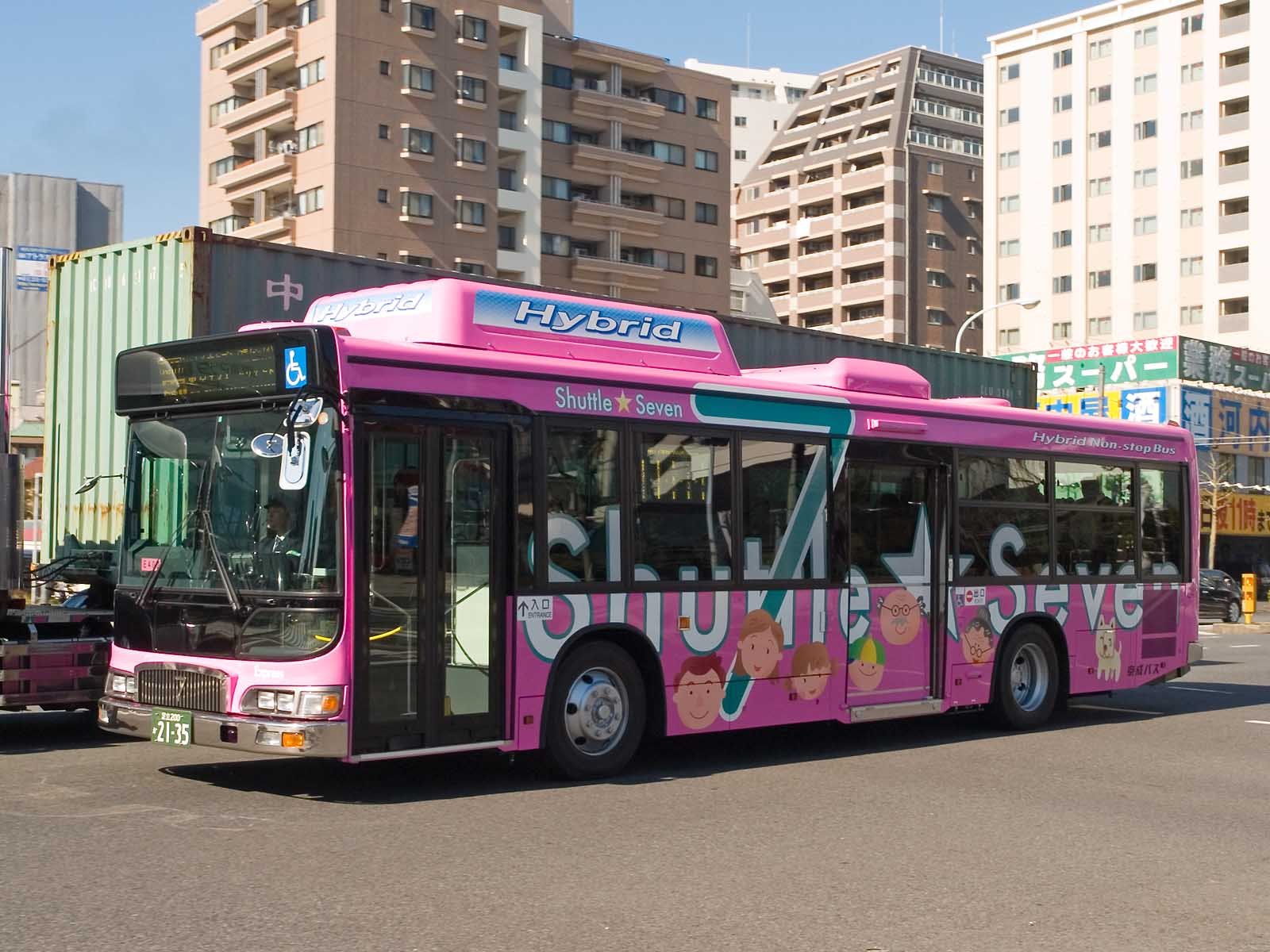
2010年に登場したブルーリボンシティハイブリッド (E402)
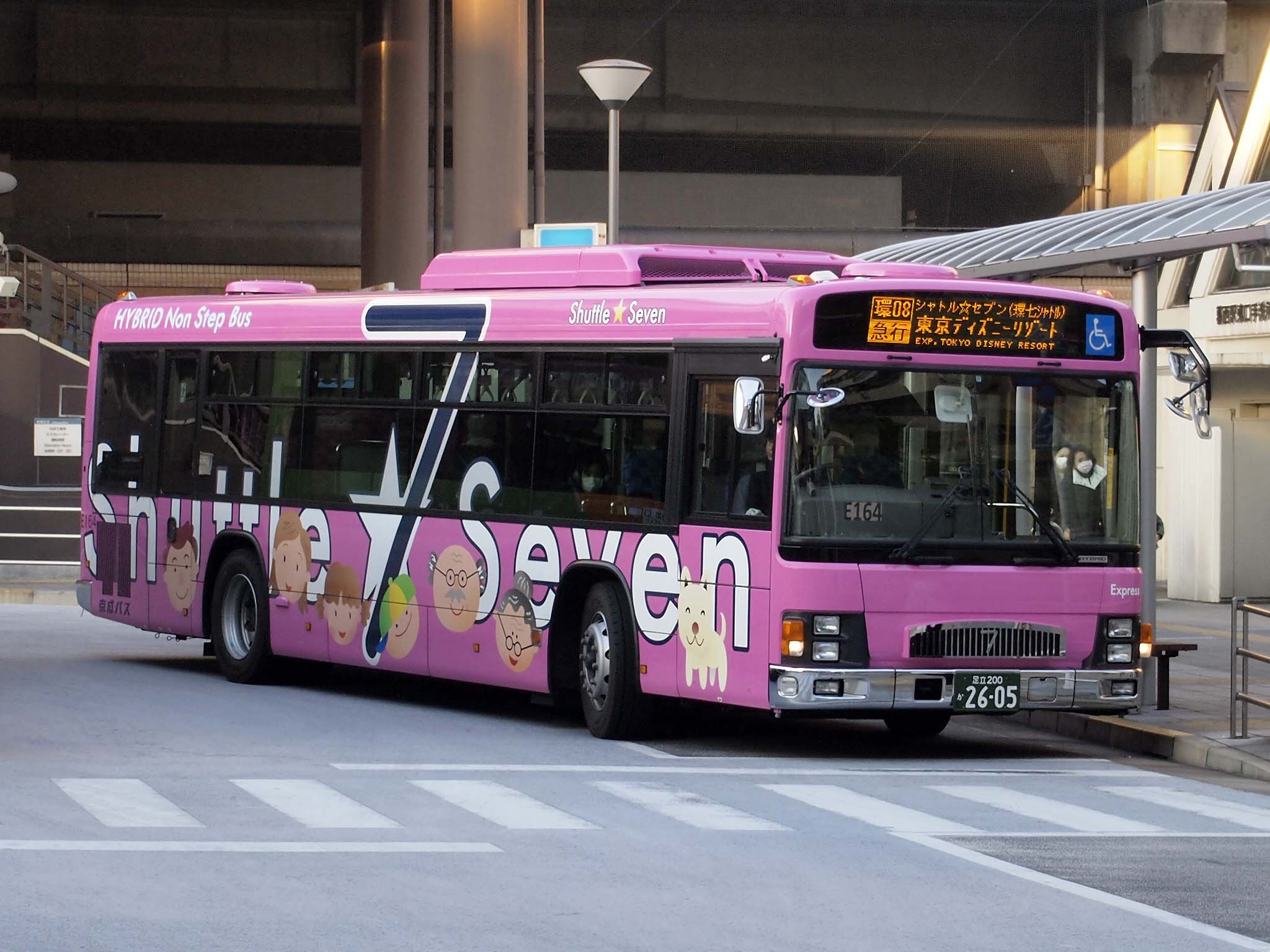
2012年に登場したエルガハイブリッド (E164)
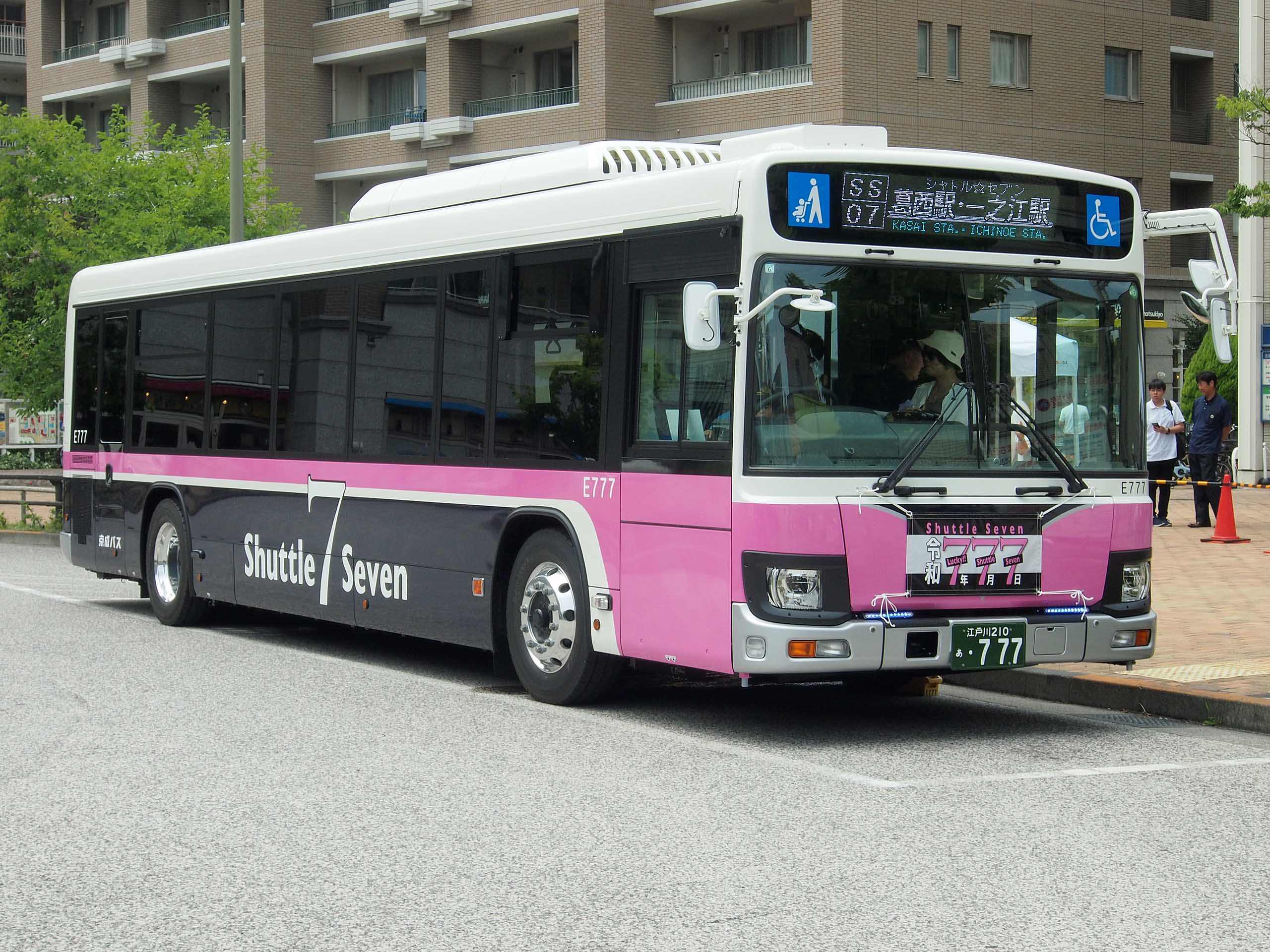
2017年に登場したエルガ (E777)
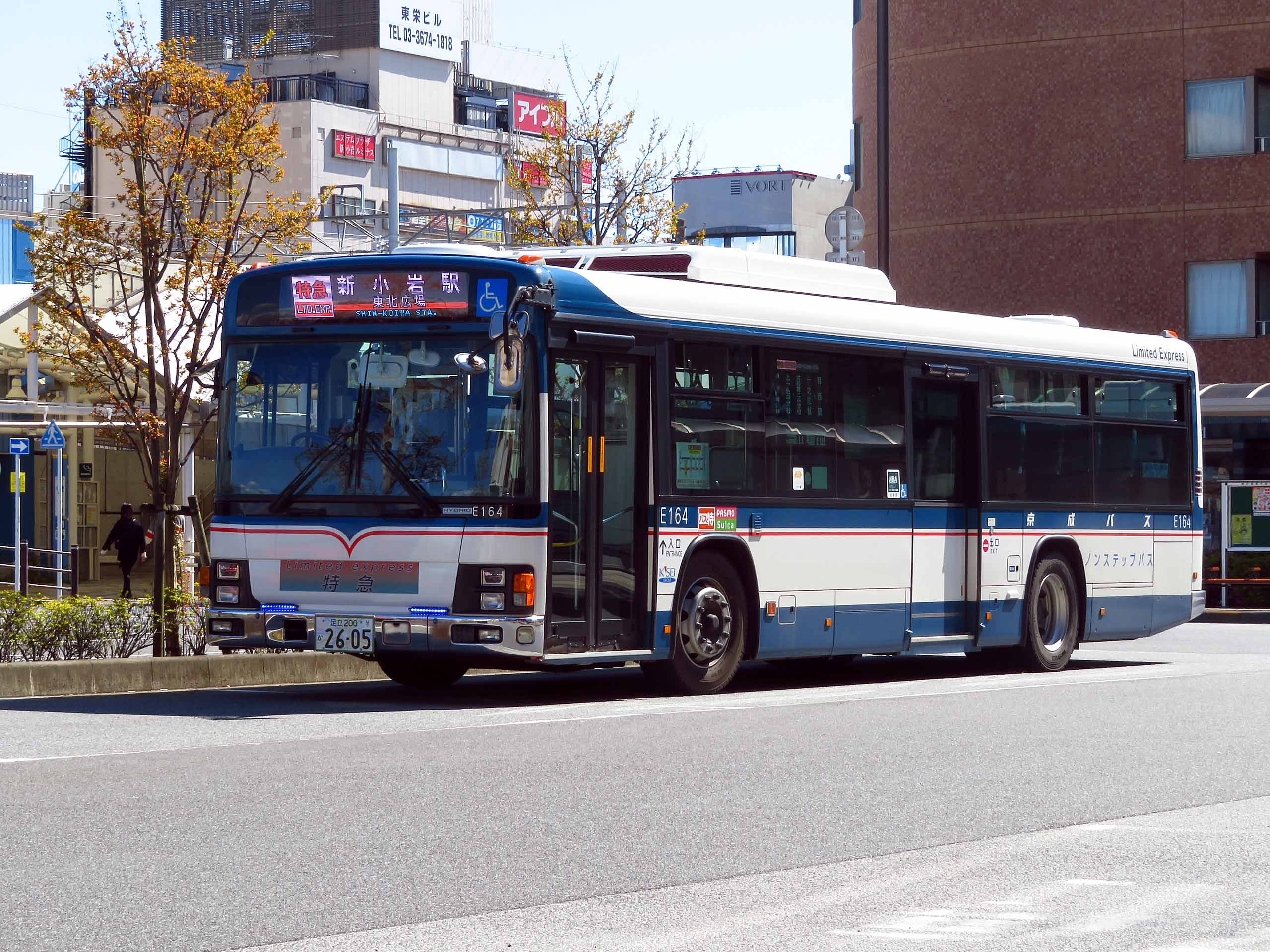
2018年に開業した特急バス (E164)

### 篠崎線
- 小72 : 小岩駅 - 東小岩六丁目 - 江戸川病院 - 上篠崎 - 篠崎駅 - ポニーランド - 王子マテリア - 東部区民館入口 - 今井 - 一之江駅
- 小72 : 小岩駅 - 東小岩六丁目 - 江戸川病院 - 上篠崎 - 篠崎駅 - ポニーランド - 王子マテリア - 東部区民館入口 - 瑞江駅
- 小72 : 小岩駅 - 東小岩六丁目 - 江戸川病院 - 上篠崎 - 新道口 - ポニーランド - 江戸川スポーツランド
- 小72 : 江戸川スポーツランド - 王子マテリア - 東部区民館入口 - 今井 - 一之江駅
- 小72 : 江戸川スポーツランド - 王子マテリア - 東部区民館入口 - 瑞江駅

小岩駅から江戸川沿いに篠崎街道を南下し、篠崎駅を経由して瑞江駅・一之江駅方面に向かう。一里塚 - 内沼付近まで江戸川の土手上を走り、それが特徴の一つと言える。江戸川区では最古路線の一つであり、現在でも主幹路線の役目を果たしている。都営地下鉄新宿線の開業前は全便が小岩駅 - 今井を通しで走行し、京成電鉄の最主力路線の一つだった。その頃は現在の一之江駅付近に今井操車場が存在しており、折返しはここで行っていた。都営地下鉄新宿線の開通後は主として南部での乗客減少により、江戸川スポーツランド・瑞江駅発着便を新設して効率化を図った。
2012年11月16日に、ルートの変更を含む大規模なダイヤ改正が実施され、小岩駅 - 瑞江駅・一之江駅で運行の便は篠崎駅経由になり、小岩駅 - 江戸川スポーツランドで運行の便は篠崎駅非経由（篠崎街道・新道口バス停経由）に変更された。また、従来は一之江駅発着便の一部が江戸川清掃工場（別名「くつろぎの家」）を経由していたが、これは廃止された。2020年4月6日のダイヤ改正で、小岩駅 - 江戸川スポーツランドで運行の便の本数が1日2本程度までに減った。この直通便、土日は小岩駅方向のみ運行されている。

### 南小岩線
- 小73 : 小岩駅 - 小岩駅通り - 東小岩一丁目 - 鹿骨三丁目 - 共育プラザ南篠崎 - 瑞江駅 - 東部区民館入口 - 王子マテリア - 江戸川スポーツランド
- 小73 : 小岩駅 - 小岩駅通り - 東小岩一丁目 - 鹿骨三丁目 - 共育プラザ南篠崎 - 瑞江駅 - 江戸川清掃工場
- 小73 : 小岩駅 - 小岩駅通り - 東小岩一丁目 - 鹿骨三丁目 - 共育プラザ南篠崎 - 瑞江駅

小岩駅からフラワーロードを抜け、千葉街道沿いの小岩郵便局前を通り、東小岩四丁目交差点から柴又街道を一気に南下して瑞江駅へ向かう路線で、小岩駅から瑞江駅まで相互に乗降する場合、この路線が最も本数が多く便利。多くの便は瑞江駅から先のスポーツランド・江戸川清掃工場まで向かうが、小76と同じく小岩駅 - 江戸川スポーツランド間の利用では大幅な遠回りとなるため、乗客の大半は瑞江駅で入れ替わる。1978年から一部便が鹿骨区民館を経由していたが、同停留所を経由する小76が新設されたことで1997年11月16日に廃止され、さらに小76との重複区間を減らすことを目的に谷河内テニスコート経由へ経路変更している。
2004年4月16日に新設された江戸川清掃工場停留所には操車場が併設されている。
江戸川清掃工場と瑞江駅間の出入便の運行有り。(後述の小76系統と共通(系統番号なし系統))

### 第二南小岩線
- 小76 : 小岩駅 - 小岩駅通り - 二枚橋 - 鹿骨区民館 - 名主屋敷 - 春江町三丁目 - 一之江駅 - 古川親水公園 - 葛西駅
- 小76 : 小岩駅 - 小岩駅通り - 二枚橋 - 鹿骨区民館 - 名主屋敷 - 瑞江駅
- 小76 : 小岩駅 - 小岩駅通り - 二枚橋 - 鹿骨区民館 - 名主屋敷 - 瑞江駅 - 江戸川清掃工場
- 小76 : 小岩駅 - 小岩駅通り - 二枚橋 - 鹿骨区民館 - 名主屋敷 - 瑞江駅 - 東部区民館入口 - 王子マテリア - 江戸川スポーツランド
- 小76：瑞江駅 - 江戸川清掃工場

小岩駅から二枚橋・鹿骨区民館・名主屋敷を経由して一之江・葛西駅方面と瑞江駅方面へ向かう路線。1980年7月10日に開業した。一之江駅では交通広場内と環七通り沿いの両方ののりばに停車し、後者を「一之江駅環七口」の停留所名で区別している。

### 鹿骨線
- 新小71 : 新小岩駅 - 菅原橋 - 松本弁天 - 鹿骨 - 篠崎駅 - ポニーランド - 王子マテリア - 東部区民館入口 - 瑞江駅
- 新小71 : 江戸川スポーツランド - ポニーランド - 篠崎駅 - 鹿骨 - 松本弁天 - 菅原橋 - 新小岩駅
- 新小71 : 江戸川スポーツランド - 王子マテリア - 東部区民館入口 - 瑞江駅

新小岩駅から鹿骨街道を通り篠崎駅を経由して瑞江駅へ向かう。基本的に瑞江駅発着便とスポーツランド発着便が交互に運行される。
都営地下鉄新宿線開通後も利用者が大変多く、現在でも京成バスの主力路線の一つである。従来は鹿本橋を経由していたが、現在は鹿骨新橋経由に経路変更されている。2001年4月1日より、鹿骨五丁目に停車するようになった。

### 南行徳線

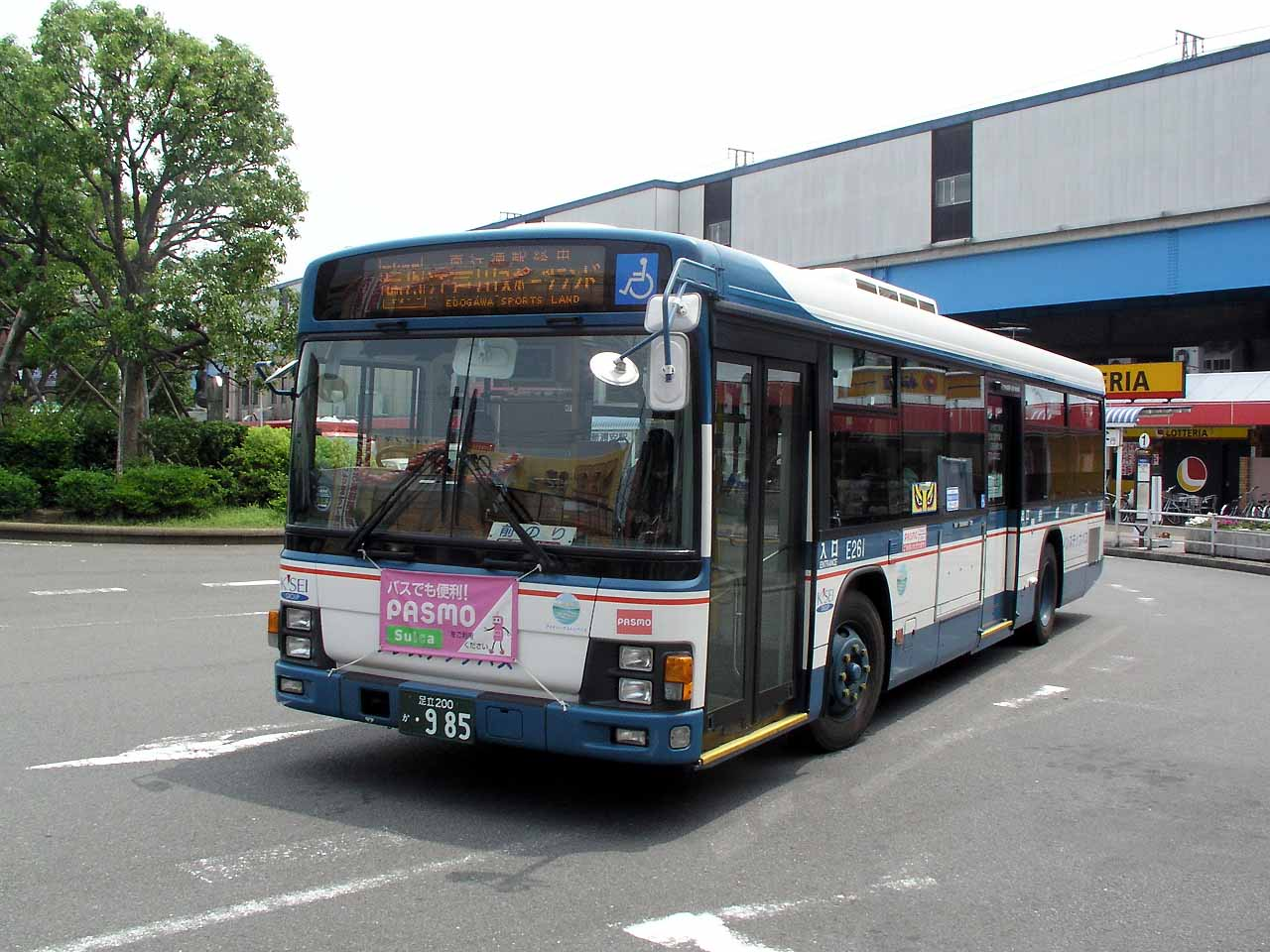
南行徳駅を出発する瑞75 (E261)

- 瑞75 : 江戸川スポーツランド - 王子マテリア - 東部区民館入口 - 今井 - 南行徳駅 - ハイタウン塩浜
- 瑞75 : 江戸川スポーツランド - 王子マテリア - 東部区民館入口 - 今井 - 南行徳駅 - ハイタウン塩浜 - 新浦安駅
- 瑞75 : 南行徳駅 - ハイタウン塩浜 - 新浦安駅
- 瑞75 : 南行徳駅 - ハイタウン塩浜

江戸川スポーツランドから篠崎街道を南下して今井橋を渡って千葉県に入り、南行徳駅を経由して新浦安駅に向かう路線である。一部千葉県内を走行するため、距離により運賃が異なるが、他路線と同じく前乗り・運賃先払いとなっているため乗車時に乗務員へ降車停留所を申告して支払うこととなる。東京都シルバーパスと都区内一日乗車券の場合、江戸川スポーツランド - 今井間で利用可能。千葉県内に乗り越す場合は今井からの運賃が必要となる（乗車時に東京都シルバーパスまたは都区内一日乗車券を利用し、かつ千葉県内へ乗り越した場合は、降車時に乗務員へ申告した上で、別途運賃を支払ってから降車する）。なお、ハイタウン塩浜始発便と新浦安駅始発便ではハイタウン塩浜の停留所の位置が異なる。
南行徳線では都内均一運賃区間との乗り継ぎ定期券が設定されていたが、2020年3月31日をもって発売を終了した。

### 新タワー線

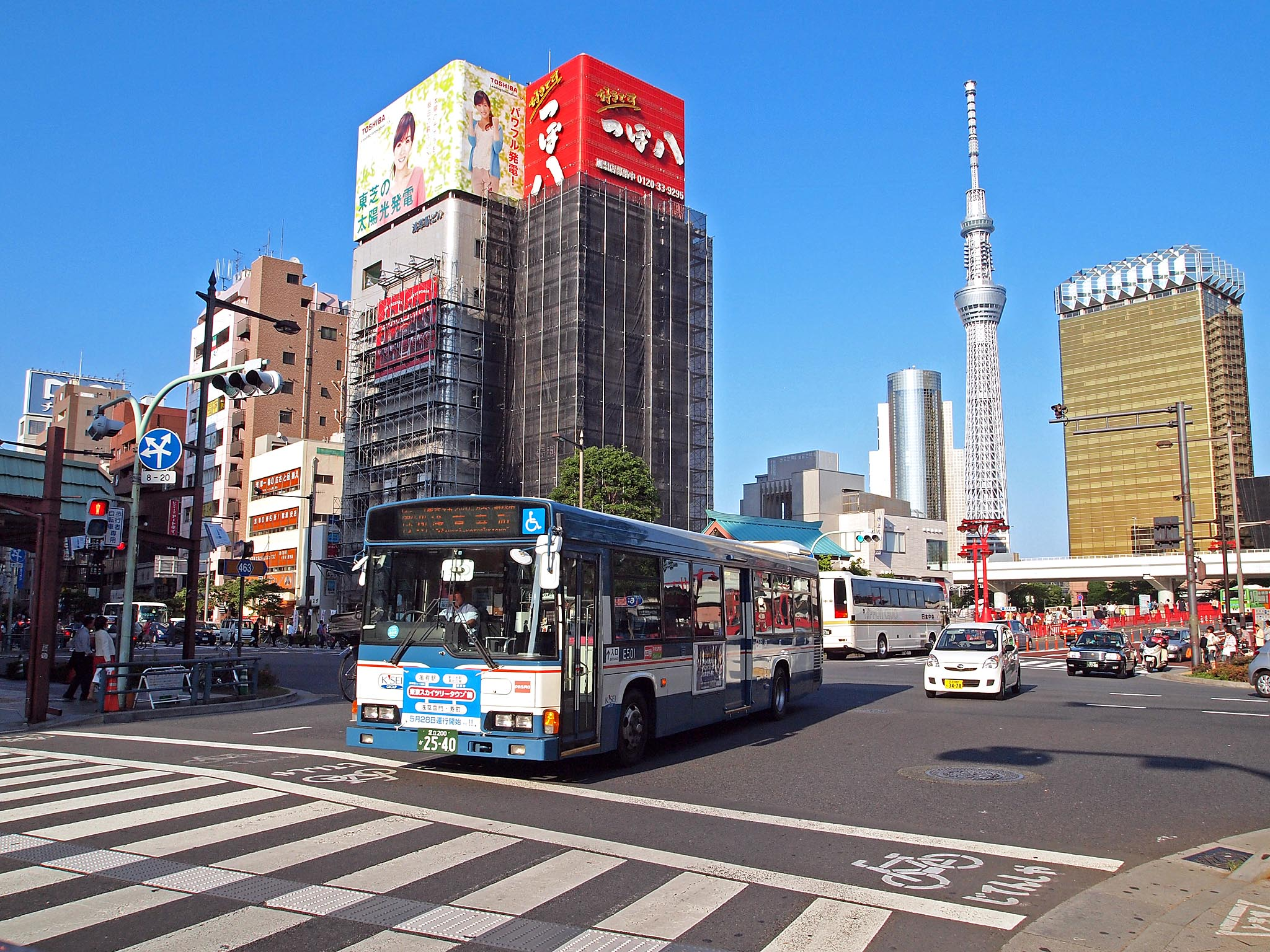
吾妻橋を渡ってきた新小59(E501)

- 新小59：新小岩駅東北広場 - 東京スカイツリータウン - 浅草雷門 - 浅草寿町（京成バス東京と共同運行）
  - 2012年5月28日 : 運行開始。
  - 2013年3月31日より「新小岩公園」「平井駅入口」「亀戸香取神社前」停留所を新設。

新小岩駅東北広場から東京スカイツリータウン、浅草まで向かう路線。観光路線の意味合いが強い。
なお、2019年4月以降、京成バス運行便は正月3が日のみとなり、通常は京成バス東京のみの運行である。

### 小岩菖蒲園直通バス
- 臨時：小岩駅 - （直通） - 小岩菖蒲園

市川橋付近の江戸川河川敷にある小岩菖蒲園と小岩駅を結ぶ臨時系統。小岩菖蒲園まつり会期中の概ね6月第1週から第3週の土曜・日曜に運行される。会期中は小岩菖蒲園前に臨時停留所が設置され、小岩菖蒲園のラッピング装飾を施された車両が専用車として就役する。2020年 - 2022年は新型コロナウイルス感染症の影響で小岩菖蒲園まつりの開催が中止になったため、直通バスの運行は行われなかった。
2023年から運行が再開されたが、2023年は6月2日の台風2号に伴う大雨で江戸川の水位が上がった影響で6月3-4日分は小岩菖蒲園まつりの開催が中止され、直通バスも運休された。
2024年までは一般系統と同じく小岩警察・区民館および東小岩六丁目に停車していたが、2025年はノンストップ運転に改められ、運賃無料で運行される。

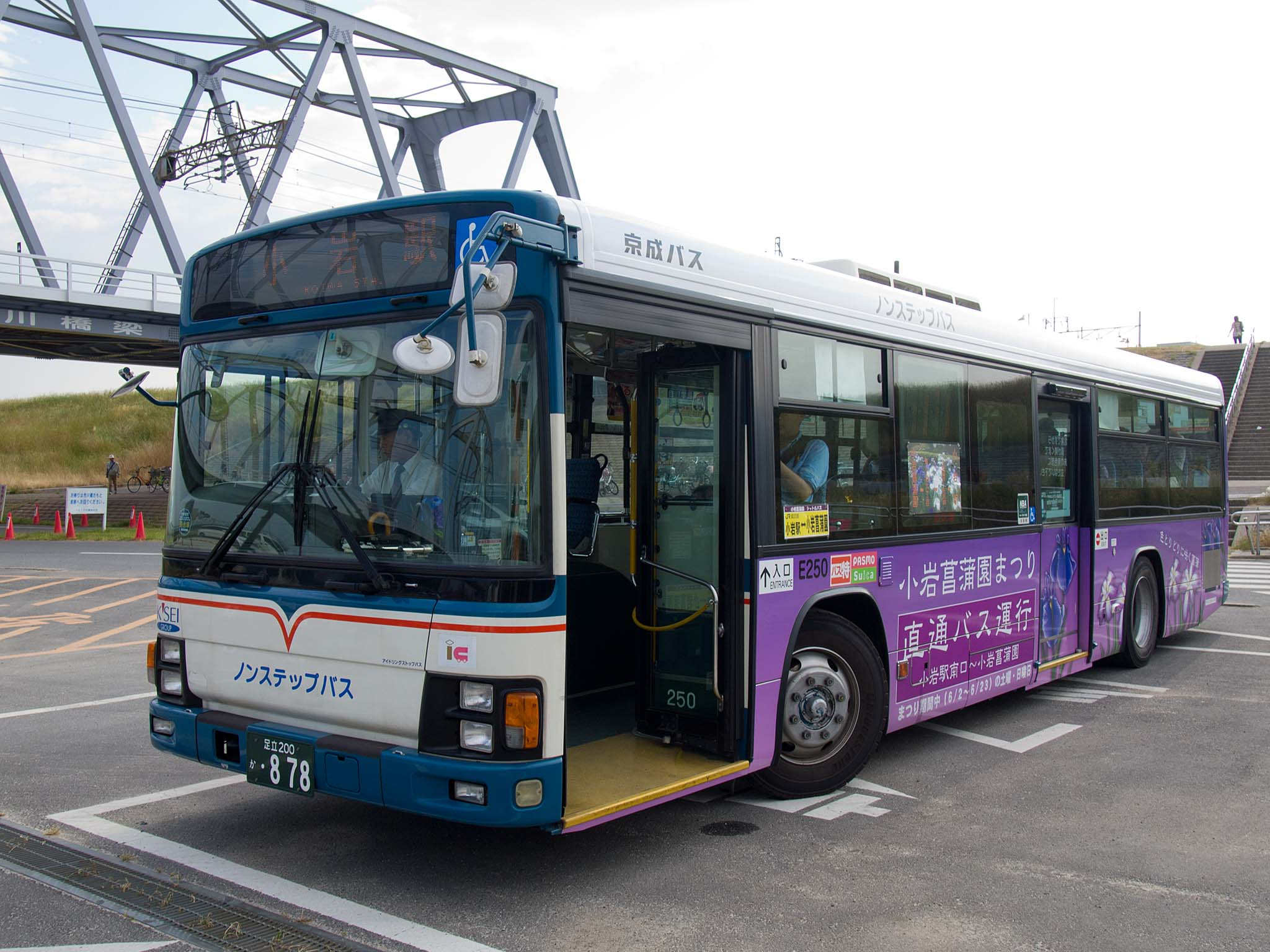
小岩菖蒲園直通バス（E250、2013年撮影)
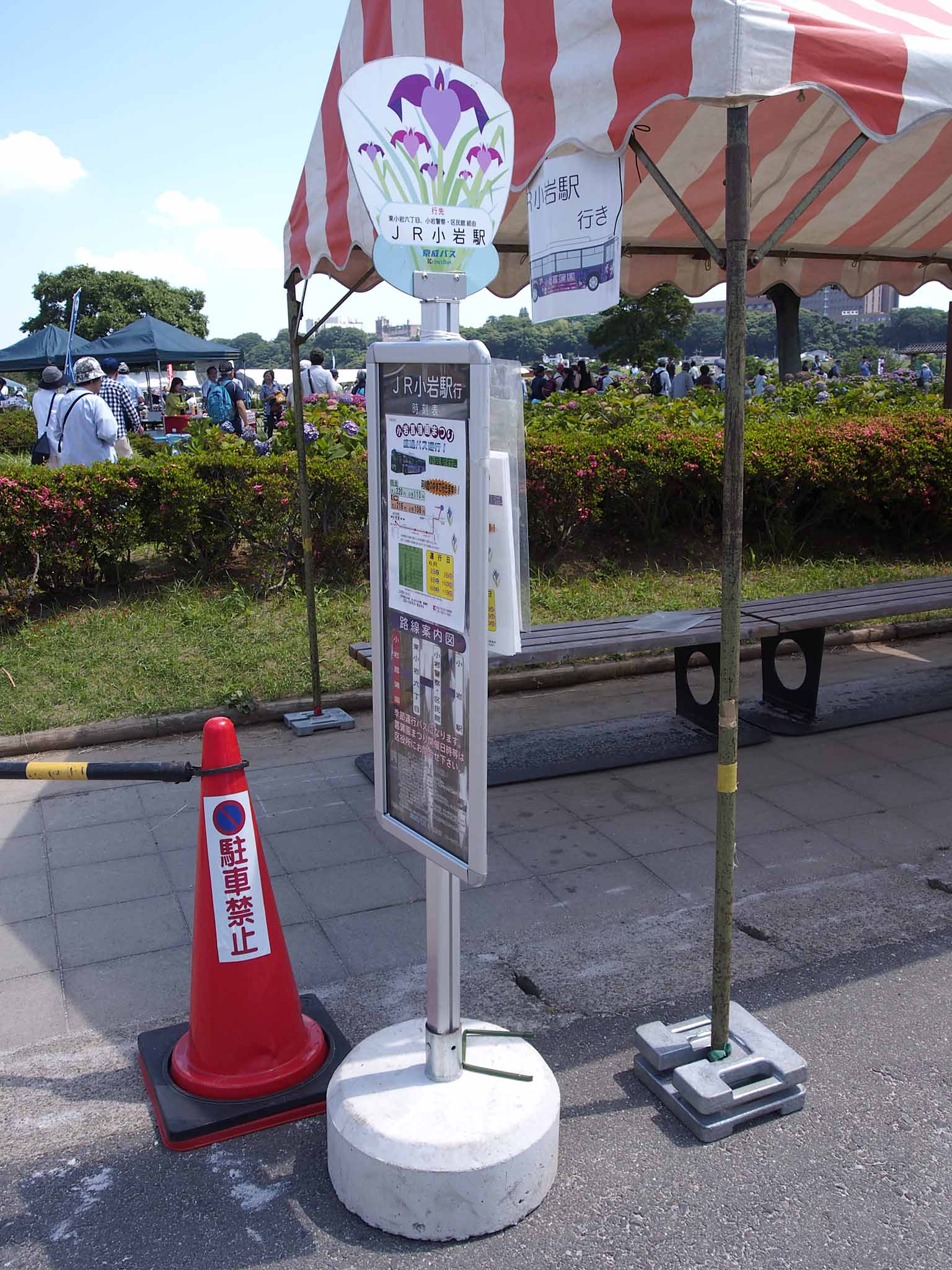
小岩菖蒲園停留所（2018年撮影)

### シャトルバス

#### リゾートパーキングシャトル
- ゲスト・パーキング・シャトル：リゾートパーキング第6 - （東京ディズニーシー・）東京ディズニーランド（リゾートパーキング開設時のみ運行）

運行会社
- 京成バス（江戸川営業所・市川営業所・松戸営業所・習志野出張所・新都心営業所・千葉営業所・金町営業所・長沼営業所）
- 京成バス千葉セントラル
- 京成バス千葉ウエスト

概要
リゾートパーキングシャトルは、浦安市舞浜にある『リゾートパーキング第6』と『東京ディズニーランド』を結ぶ無料シャトルバスである。東京ディズニーシーの開業とほぼ同時に、東京ベイシティ交通（現・京成バス千葉ウエスト）舞浜車庫跡地を多客時の臨時駐車場として整備し、使用時は専用バスでパークまで向かう事になる。完成当初は、ディズニーのロゴと「ゲスト・パーキング・シャトル」のロゴが印字された専用車が用意されたが、後に塗装変更が行われ、現在は全営業所からの応援体制で運行されている。また、過去には『リゾートパーキング第5』と『イクスピアリ』を結ぶシャトルバスが運行された事もあった。

#### ZOZOマリンスタジアム 臨時直通バス
- 直通：海浜幕張駅(プレナ幕張) - （無停車）- ZOZOマリンスタジアム（ZOZOマリンスタジアムにてプロ野球開催日に運行）

## 廃止・移管路線
- 小73 : 小岩駅 - 小岩駅通り - 東小岩一丁目 - 鹿骨三丁目 - 鹿骨区民館 - 共育プラザ南篠崎 - 瑞江駅 - 東部区民館入口 - 王子製紙(現・王子マテリア) - 江戸川スポーツランド
- 小73 : 小岩駅 - 小岩駅通り - 東小岩一丁目 - 鹿骨三丁目 - 鹿骨区民館 - 共育プラザ南篠崎 - 瑞江駅 - 江戸川清掃工場
- 小73 : 小岩駅 - 小岩駅通り - 東小岩一丁目 - 鹿骨三丁目 - 鹿骨区民館 - 共育プラザ南篠崎 - 瑞江駅
  - 1997年11月16日に小76が新設されたため、全便が鹿骨区民館非経由となった。
- 船31 : 船堀駅 - 葛西工業高校 - 一之江駅 - 大杉三丁目 - 松本弁天 - 鹿本中学校 - 小岩駅通り - 小岩駅（都営バス臨海営業所と共同運行）
  - 船堀駅に開設された総合区民ホール（現：タワーホール船堀）へのアクセスとして、1999年12月15日に1年間の試験運行として新設された。2000年に奥戸から移管されたが利用者が定着せず、試験期間が終了する2000年12月15日に廃止された。
- 二階02 : 葛西臨海公園駅 - 葛西駅 - 一之江駅 - 小岩駅（都営バス臨海営業所と共同運行）
  - 江戸川区の委託を受けて1989年10月から運行を開始した。運行経路は現行のSS07系統と同じだった。ネオプラン・スカイライナーを3台使用し、そのうち1台が京成の担当だった。2000年9月に廃止された。
- 新高01：新小岩駅東北広場 - 奥戸消防署 - 高砂一丁目（京成タウンバスと共同運行）
  - 葛飾区の社会実験路線として2015年10月18日運行開始。2016年3月27日までの土休日のみの運行であり8時台から19時台に20分間隔で、京成バスと京成タウンバスが交互に運行していた。車両は中型車を使用。2016年3月27日の運行期間終了に伴い廃止された。
- 深夜01：東陽町駅 → 葛西駅 → 一之江駅 → 江戸川スポーツランド
  - 2013年（平成25年）12月2日に実施された東京メトロ東西線のダイヤ改正までの暫定措置として、同年10月17日 - 11月29日の木・金曜日深夜に運行された深夜バスである[14]。東京メトロ東西線の東陽町駅行き最終列車に接続して運行され、東京メトロ東西線のダイヤ改正後はこの最終列車が妙典駅まで延長されるため、運行は終了した。
  - 2012年12月13・14・20・21日には、東陽町駅から葛西駅を経由して浦安駅と篠崎駅へ行く深夜バスが運賃無料で試験運行された。

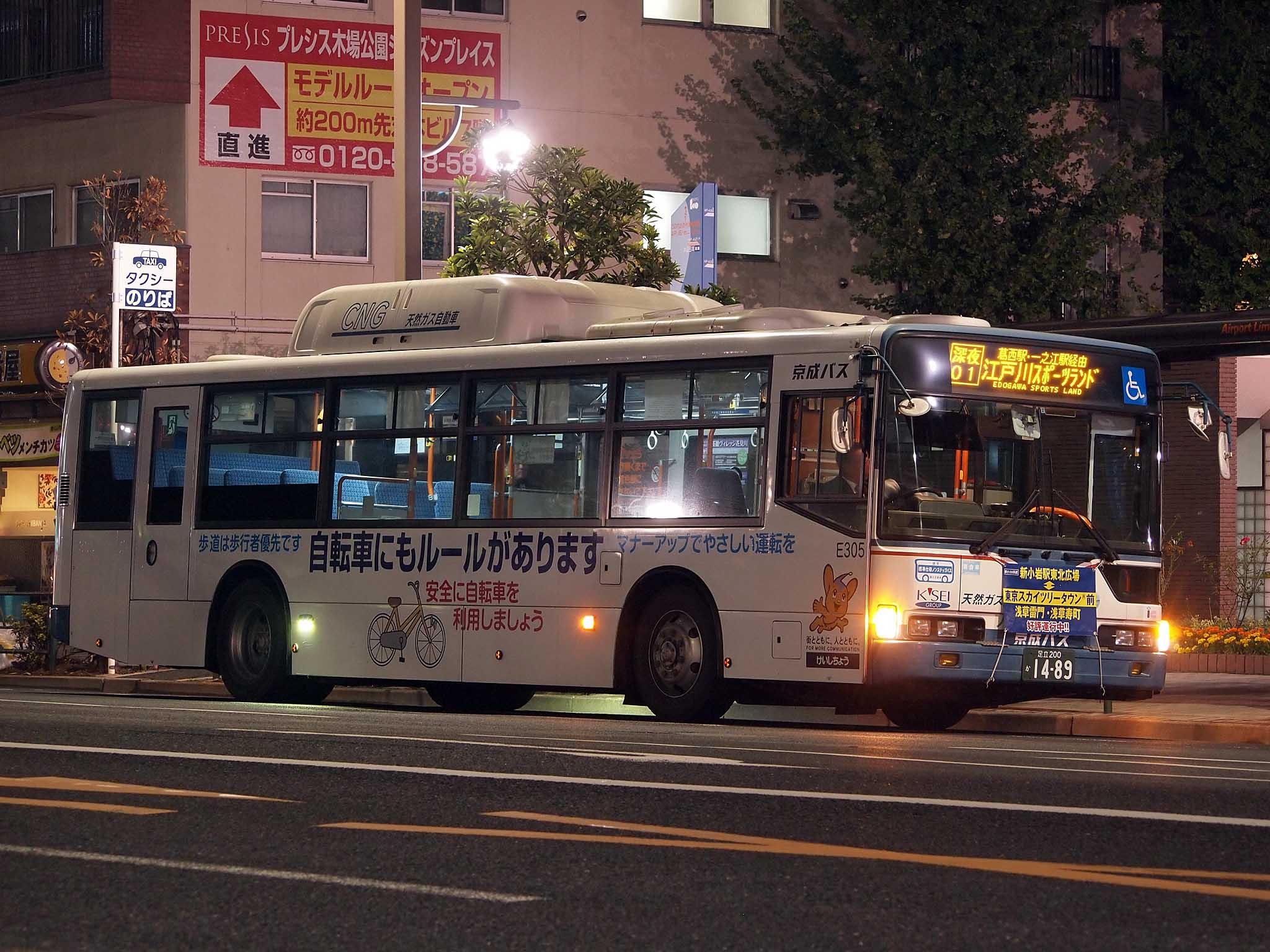
深夜01・東陽町深夜バス(E305)
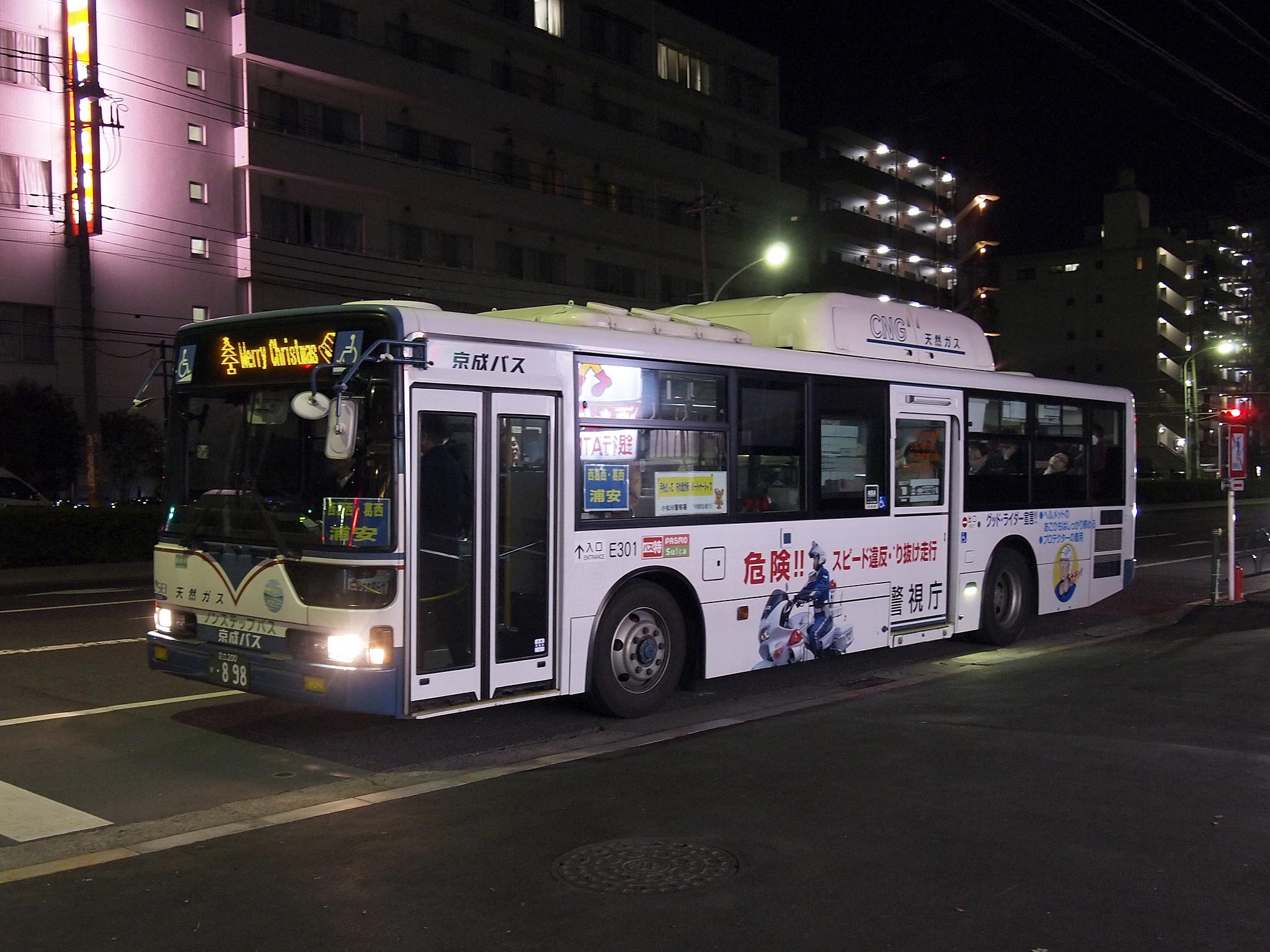
2012年の試験運行時(E301)

(区役所線)
- 篠01：篠崎駅 - 篠崎七丁目 - 鹿骨区民館入口 - 大杉一丁目 - 江戸川区役所 - 新小岩駅東北広場
- 篠01：江戸川スポーツランド - ポニーランド - 篠崎駅 - 篠崎七丁目 - 鹿骨区民館入口 - 大杉一丁目 - 江戸川区役所 - 新小岩駅東北広場

2006年7月19日に江戸川区東部の篠崎駅から鹿骨・大杉を経由して江戸川区役所を結ぶ路線として開業。2013年2月16日から一部の便が新小岩駅東北広場への乗り入れを開始。2015年7月15日をもって江戸川区役所までの区間便の設定が無くなる。この路線だけ、区役所停留所が庁舎の裏手に位置している。本数は平日1時間平均で1本程度、土休日は大幅に本数が減り日中2時間程度間隔が空いてしまう時間帯があるダイヤであった。しかし2020年のダイヤ改正で再び江戸川区役所発着の便ができ、新小岩駅東北広場発着のバスは大幅に減少した。また同年12月のダイヤ改正により平日が6往復に減便された（土休日は7往復）。
2024年3月29日をもって運行終了。
(臨海病院線・西瑞江線)

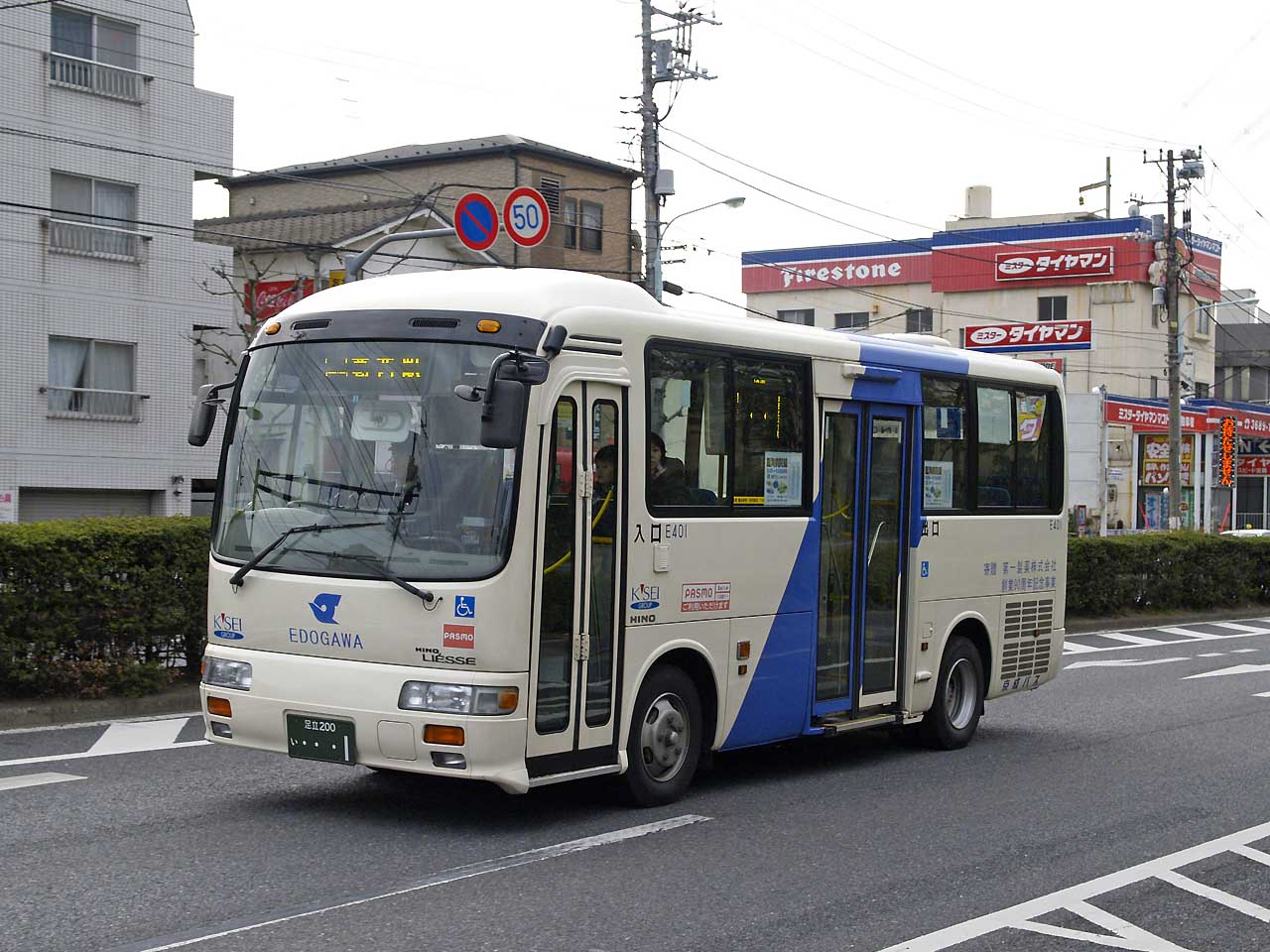
臨海病院線専用車 (E401)

- 瑞江駅 - 瑞江コミュニティ会館 - 一之江駅西口 - 葛西駅 - 東京臨海病院
- 江戸川スポーツランド - 瑞江駅 - 瑞江コミュニティ会館 - 一之江駅西口 - 葛西駅 - 東京臨海病院
- 瑞江駅 - 瑞江コミュニティ会館 - 一之江駅西口

葛西駅 - 東京臨海病院を結ぶ直通バスとして2006年6月1日に新設された。葛西駅 - 東京臨海病院に途中停留所の設置は無く、専用の系統番号も付けられていないが、2016年3月28日より「りんかいシャトル」の愛称が付けられた。葛西駅では駅の構造の関係で中央口側のバスターミナルを使い、病院行きは葛西駅 - 葛西区民館 - 葛西中央通り方面を経由する遠回り経路となっている（病院発は清砂大橋通り - 環七経由で葛西駅へ向かう）。2015年3月28日に西瑞江線が新設され、臨海病院線のバスが出入庫の1日1往復のみ（休診日を除く）西瑞江線を経由する形で直通運行をするようになった。その1年後、2016年3月28日から診療日は全便が瑞江駅と東京臨海病院を通しで運行するようになり、そのうち平日2往復、土曜日(診療日)1往復は出入庫便として江戸川スポーツランドと東京臨海病院を結んでいる。休診日と土曜日の診療時間帯以降は午後におよそ1時間間隔で瑞江駅 - 一之江駅西口の西瑞江線単独で4往復運行している。瑞江駅方面東京臨海病院方面共に一之江駅西口ではA1出口付近ロータリーにある専用のバス停1ヶ所より発車。
臨海病院線の車両は第一製薬から寄贈されたステップリフト付きの日野・リエッセ（E401号車）が専属で充当されていたが、2017年夏頃からE401号車の空調設備などの不具合が増え、一般中型車と、新都心営業所から移籍した日野・ポンチョで運行された。また、西瑞江線単独運行の場合は一般中型車で運行するが大型車による代走の実績もある。
なおりんかいシャトルは、2024年3月29日に東京臨海病院発着路線が、同年3月31日に瑞江駅 - 一之江駅西口線の運行を終了した。

## 車両
基本的にいすゞ自動車製が中心だが、2000年代に入ってからは三菱ふそう・エアロスターノンステップ車2台、CNGノンステップ車が6台導入され、ノンステップ車の2台が松戸営業所に転出している（E601・E602号車→3601・3602号車）。過去には日野・レインボーの配置もあり、主に新タワー線の京成バス担当便で使用されていたが、中型車の新車導入で他の中型車同様、区役所線や西瑞江線などの運用へ移った後に転出となった。2018年現在、一般路線用の車両は臨海病院線の専用車を除き全ていすゞ自動車製に統一されている。2019年にはドライバー異常時対応システム(EDSS)を搭載したいすゞ・エルガ(2DG-LV290N3)が導入された。それまでの車両との外見上の差は行先表示が白色LEDになったことだけであり、テールランプのLED化はされていない。また、2019年にE166号車→N166号車を皮切りにいすゞ・エルガハイブリッドの長沼営業所への転出も始まっている。
環七シャトル専用車はノンステップ車が使用されている。2007年度は「試験運行中」と書かれたマスクを前面に提出していたが、2008年度から専用車はピンク地に「Shuttle 7」と書かれたラッピング装飾が施されている。車内案内表示装置はLED式から液晶ディスプレイに交換され、FM多重放送によるニュースや地元企業・団体の映像広告も表示されるようになった。2010年には日野・ブルーリボンシティハイブリッドが4台加わり、2012年にはエルガハイブリッドが加わっている。2017年には新しいデザインの車両が導入されており、その後環七シャトル用の車両は特急用に日野・ブルーリボンシティハイブリッドといすゞ・エルガハイブリッドを残した他は全て新しいデザインの車両に置き換えられた。2019年に、残っていた日野・ブルーリボンシティハイブリッド3台もいすゞ・エルガ(2PG-LV290Q2)と環七シャトルから転用された、いすゞ・エルガハイブリッド(QQG-LV234N3)に置き換えられた。3台導入された車両のうちの1台、E713号車は特急仕様となっている。
2020年10月現在、このほかに貸切車としていすゞ・エルガの3台(E292・E002・E181号車)と、イオン葛西店の送迎用として日野・ポンチョが3台(E502・E503号・E504号車)配置されている。そのうち、エルガは同年11月にE002・E181号車は東雲車庫に転出している(E002・E181号車→1182・1181号車)。
かつてはいすゞLV+富士重工7Eのワンステップバスが3台配置（金町営業所から転入）され、ハイシーズンに東京ディズニーリゾートの駐車場シャトルバスとして活躍、のちにKaNaC塗装を施されて貸切車および乗務員訓練車として使用された。

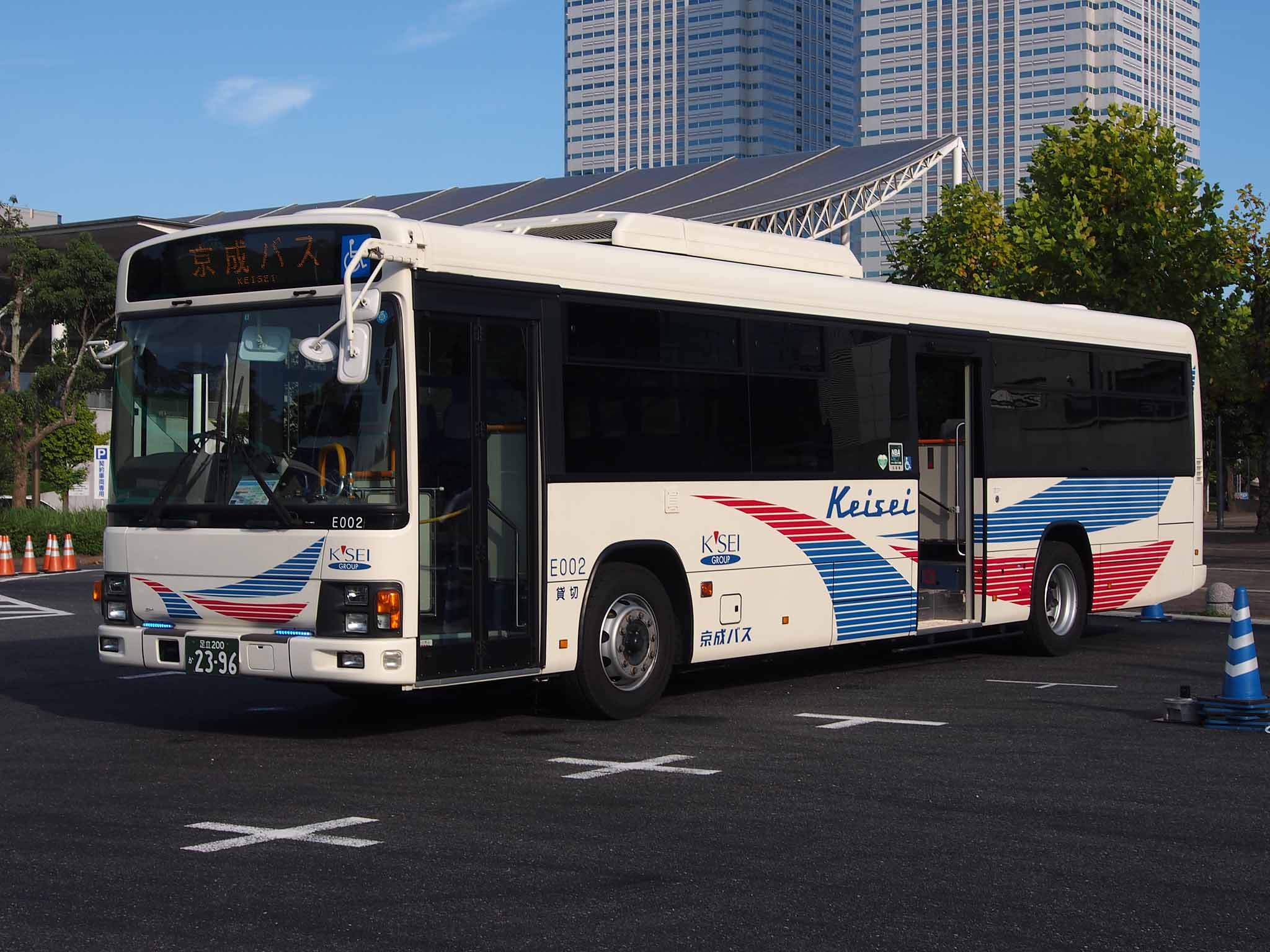
貸切車 (E002)
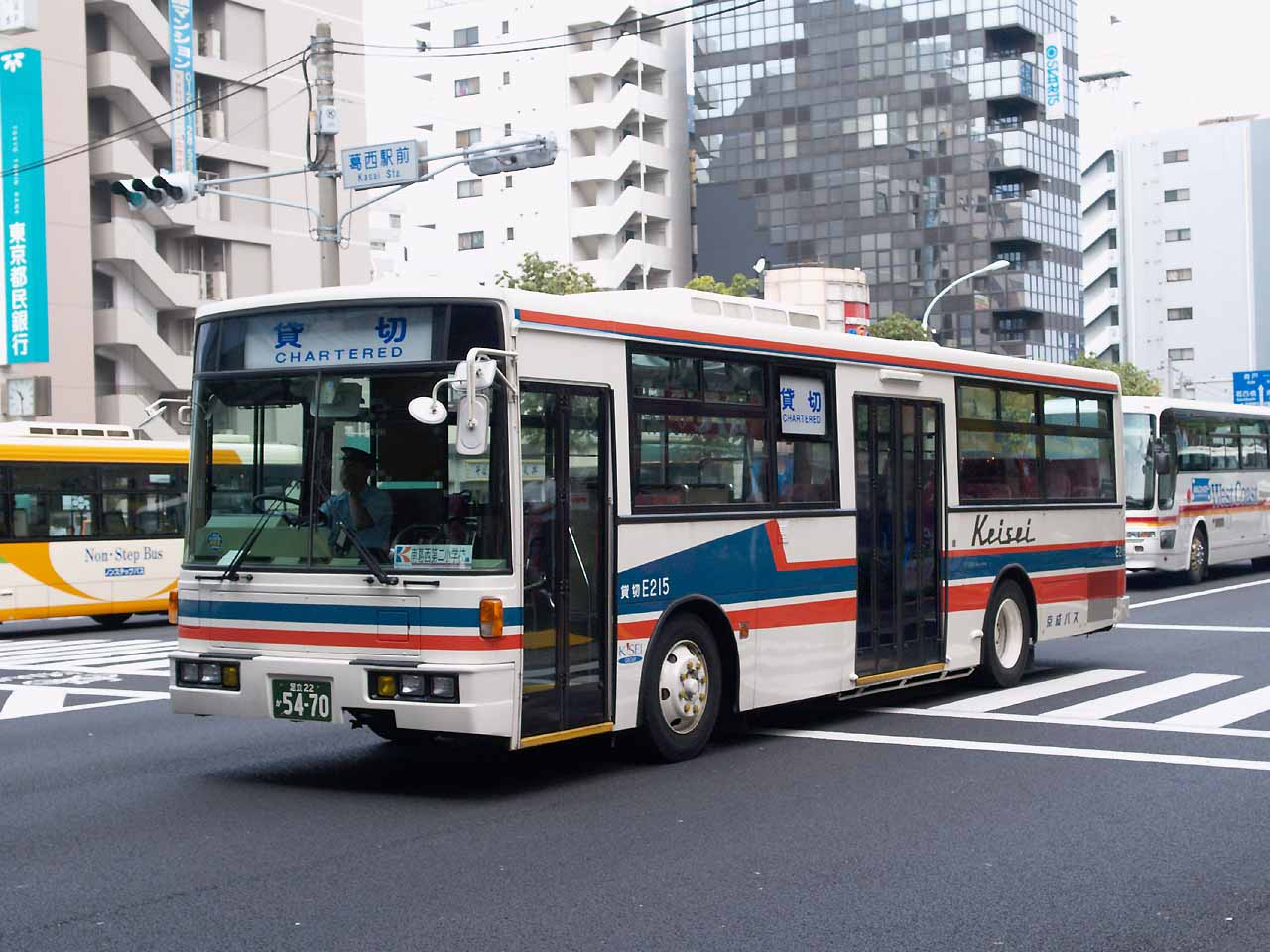
かつての車両 (E215)